# Jill Larson
Jill Larson (Minneapolis, 7 ottobre 1947) è un'attrice statunitense.
Ha raggiunto la notorietà grazie al ruolo di Opal Cortlandt nella soap opera La valle dei pini e interpretato il ruolo della protagonista nel film horror The Taking of Deborah Logan.

## Biografia
Attiva nel mondo dello spettacolo fin dalla giovinezza, dopo un esordio come modella fa il suo debutto cinematografico nel 1971 nel film Unico indizio: una sciarpa gialla. Dopo sporadiche apparizioni cinematografiche e televisive, tra cui una nel film di Brian De Palma Cadaveri e compari, Larson inizia a lavorare a teatro nel 1987, recitando nello spettacolo di Broadway Death and the King's Horseman.
Nel 1989 ottiene il ruolo di Opal Cortlandt nella soap opera La valle dei pini: l'attrice mantiene il ruolo fino al 2011 e lo riprende nel 2013, recitando quindi in 803 episodi. Il suo lavoro nella soap opera le permette di ottenere due nomination ai Daytime Emmy Award, in entrambi i casi nella categoria "Outstanding Supporting Actress in a Drama Series", e una ai Soap Opera Digest Award nella categoria "Best Wedding: Daytime".
Durante la permanenza nella soap opera, Larson lavora in vari altri ruoli sia in serie televisive che nel cinema, apparendo nel corso degli anni anche in lavori di grande successo come L'Albatross - Oltre la tempest, Desperate Housewives, CSI - Scena del crimine e Shutter Island, oltre ad interpretare se stessa nel documentario del 2012 Soap Life. Nel 2014 recita da protagonista nel film horror The Taking of Deborah Logan. Negli anni successivi si dedica principalmente a film TV e ruoli minori in serie televisive, salvo figurare nel cast principale del film The Manor nel 2021.

## Filmografia

### Cinema
- Unico indizio: una sciarpa gialla (La Maison sous les arbres), regia di René Clément (1971)
- La lunga notte di Louise (Chère Louise), regia di Philippe de Broca (1972)
- Cadaveri e compari (Wise Guys), regia di Brian De Palma (1986)
- L'Albatross - Oltre la tempesta (White Squall), regia di Ridley Scott (1996)
- Vertical City, regia di Marco Caruso, Sebastiano Mauri, Belinda Schmid e Anja Schmidt (1996)
- Dingle, Barry, regia di Barry Shurchin (2005)
- The Living Wake, regia di Sol Tryon (2007)
- Were the World Mine, regia di Tom Gustafson (2008)
- Manhattanites, regia di Gregori J. Martin e Darnell Williams (2008)
- Shutter Island, regia di Martin Scorsese (2010)
- First Kiss, regia di Tatia Pilieva – cortometraggio (2014)
- The Taking of Deborah Logan, regia di Adam Robitel (2014)
- Red Velvet Cake, regia di Sarah B. Downey – cortometraggio (2014)
- Forever, regia di Tatia Pilieva (2015)
- Midwinter, regia di Jake Mahaffy – cortometraggio (2016)
- Can't Take It Back, regia di Tim Shechmeister (2017)
- The Manor, regia di Axelle Carolyn (2021)
- L'ira di Becky (The Wrath of Becky), regia di Matt Angel e Suzanne Coote (2023)

### Televisione
- The Day the Women Got Even, regia di Burt Brinckerhoff – film TV (1980)
- Un giustiziere a New York (The Equalizer) – serie TV, episodio 1x09 (1985)
- Destini (Another World) – soap opera, 1 puntata (1986)
- Così gira il mondo (As the World Turns) – soap opera, 4 puntate (1986-1987)
- Kate e Allie (Kate & Allie) – serie TV, episodio 5x20 (1988)
- Una vita da vivere (One Life to Live) – soap opera, 4 puntate (1988-1989; 2003)
- Santa Barbara – soap opera, puntata 1x1303 (1989)
- La valle dei pini (All My Children) – soap opera, 776 episodi (1989-2011; 2013)
- ABC Afterschool Specials – serie TV, episodio 18x05 (1990)
- Law & Order: Criminal Intent – serie TV, episodio 6x20 (2007)
- Desperate Housewives – serie TV, episodio 7x15 (2011)
- CSI - Scena del crimine (CSI: Crime Scene Investigation) – serie TV, episodio 12x13 (2012)
- Febbre d'amore (The Young and the Restless) – soap opera, puntate 1x10389-1x10390 (2014)
- Vinyl – serie TV, episodi 1x01-1x07-1x09 (2016)
- Veglio su di voi (The Neighborhood Watch), regia di Sam Irvin – film TV (2018)
- Natale a Honeysuckle Lane (Christmas on Honeysuckle Lane), regia di Maggie Greenwald – film TV (2018)
- Hunters – serie TV, episodio 1x02 (2020)

## Doppiatrici italiane
Nelle versioni in italiano delle opere in cui ha recitato, Jill Larson è stata doppiata da:
- Lorenza Biella in Desperate Housewives
- Ludovica Modugno in CSI - Scena del crimine
- Alessandra Korompay in Vinyl
- Aurora Cancian in The Manor